# Neurophyseta argyroleuca
Neurophyseta argyroleuca là một loài bướm đêm trong họ Crambidae.